# Gals and Pals: Guldkorn
Gals and Pals: Guldkorn är ett samlingsalbum av sånggruppen Gals and Pals och gavs ut 2000. Skivan innehåller i största delen av texter skrivna av Beppe Wolgers. Skivan producerades av Anders Burman och urvalet av låtarna gjordes av Lasse Bagge.

## Låtlista
1. "I Left My Heart in San Francisco" (Text: Douglas Cross – musik: George Cory) – 2:41
2. "Det är vårt öde att doa" (Musik: Duke Ellington – svensk text: Beppe Wolgers) – 3:09
  - Originaltitel: "Satin Doll"
3. "Mamma, vad är det?" (Musik: Bobby Timmons – svensk text: B. Wolgers) – 2:50
  - Originaltitel: "Dat Dere"
4. "Vad för en tok är jag" (Musik: Leslie Bricusse – svensk text: Gardar Sahlberg) – 2:58
  - Originaltitel: "What Kind of Fool Am I"
5. "Fritiof från Skanör" (Text: B. Wolgers – musik: Thomas Boccerini) – 2:34
6. "Det är dej jag vill ha" (Gene Lynd – svensk text: Stig Rossner) – 3:21
  - Originaltitel: "Soul Dance"
7. "Kära båt" (Musik: Richard Rodgers – svensk text: B. Wolgers) – 4:46
  - Originaltitel: "Spring is Here"
8. "Litet bo jag sätta vill" (Elias Sehlstedt – bearbetning: Alice Tegnér) – 2:33
9. "Ture och Tyra" (Östen Warnerbring) – 1:49
10. "Lullaby of Birdland" (Text: George Weiss – musik: George Shearing) – 2:10
11. "Autumn Leaves" (Musik: Joseph Kosma – engelsk text: Johnny Mercer) – 3:47
  - Originaltitel: "Les Feuilles Mortes"
12. "Five Hundred Miles" (Hedy West, Jacques Plante) – 3:00
13. "Säg hör jag en vals?" (Musik: R. Rodgers – svensk text: B. Wolgers) – 2:38
  - Originaltitel: "Do I Hear a Waltz"
14. "Walk On By" (Text: Hal David – musik: Burt Bacharach) – 2:11
15. "Wives and Lovers" (Text: H. David – musik: B. Bacharach) – 2:09
16. "Blue On Blue" (Text: H. David – musik: B. Bacharach) – 2:59
17. "What the World Needs Now is Love" (Text: H. David – musik: B. Bacharach) – 2:26
18. "Änglarnas kör" (Jack McDuff – svensk text: B. Wolgers) – 4:11
  - Originaltitel: "A Real Goodun'"
19. "Vinter i skärgår'n" (R. Rodgers – svensk text: B. Wolgers) – 2:56
  - Originaltitel: "Younger Than Springtime"
20. "Axel Anders' Ragtime Band" (Irving Berlin – svensk text: B. Wolgers) – 2:38
  - Originaltitel: "Alexander's Ragtime Band"
21. "Gammal vals" (Musik: Cy Coleman – svensk text: B. Wolgers) – 8:43
  - Originaltitel: "Real Live Girl"
22. "Lasse Bagge/Dom som inte fick va' med i våran show" – 4:41
  - "Lasse Bagge" (Text: B. Wolgers – musik: Carl-Axel Dominique)
  - "Dom som inte fick va' med i våran show" (Musik: R. Rodgers – svensk text: B. Wolgers)
    - Originaltitel: "June is Bustin' Out All Over"

- Total tid: 66:30
- Arrangör: Lars Bagge, förutom "Lasse Bagge", arrangör: Carl-Axel Dominique
- Producent: Anders Burman

## Gals and Pals
- Kerstin Bagge
- Ulla Hallin
- Pia Lang
- Lasse Bagge
- Leppe Sundevall
- Svante Thuresson
- Andra "Gals and Pals" medlemmar:
- Monica Dominique
- Gillis Broman
- Beppo Gräsman
- Lena Willemark
- Bosse Andersson